# Ciliopagurus hawaiiensis
Ciliopagurus hawaiiensis är en kräftdjursart som först beskrevs av McLaughlin och Bailey-Brock 1975.  Ciliopagurus hawaiiensis ingår i släktet Ciliopagurus och familjen Diogenidae. Inga underarter finns listade i Catalogue of Life.